# Arne Tollbom
Henning Arne Emil Tollbom, né le 20 mars 1911 à Helsinki (Grand-duché de Finlande, à l'époque dans l'Empire russe), et mort le 16 novembre 1971 à Stockholm, est un escrimeur suédois.

## Carrière
Arne Tollbom ne fit qu'une apparition dans une compétition internationale, aux Jeux olympiques d'été de 1948 de Londres, dans la compétition d'épée par équipes. Il prit part à la rencontre contre le Danemark pour la médaille de bronze, gagnant deux de ses quatre assauts. Sur un score de huit victoires à sept, la Suède l'emporte et obtient le bronze. Tollbom n'apparaît ensuite plus dans l'équipe suédoise qui multiplie les médailles mondiales et olympiques de la fin des années 1940 au milieu des années 1950.

## Palmarès
- Jeux olympiques
  -  Médaille de bronze par équipes aux Jeux olympiques de 1948 à Londres